# Schefflera humboldtiana
Schefflera humboldtiana là một loài thực vật có hoa trong Họ Cuồng cuồng. Loài này được (Decne. & Planch. ex Seem.) Frodin miêu tả khoa học đầu tiên năm 2003 publ. 2004.